# Победа (Рыбницкий район)
Побе́да — село в Рыбницком районе непризнанной Приднестровской Молдавской Республики. Вместе с сёлами Ленино, Первомайск и Станиславка входит в состав Ленинского сельсовета.